# Mauro Ottobre

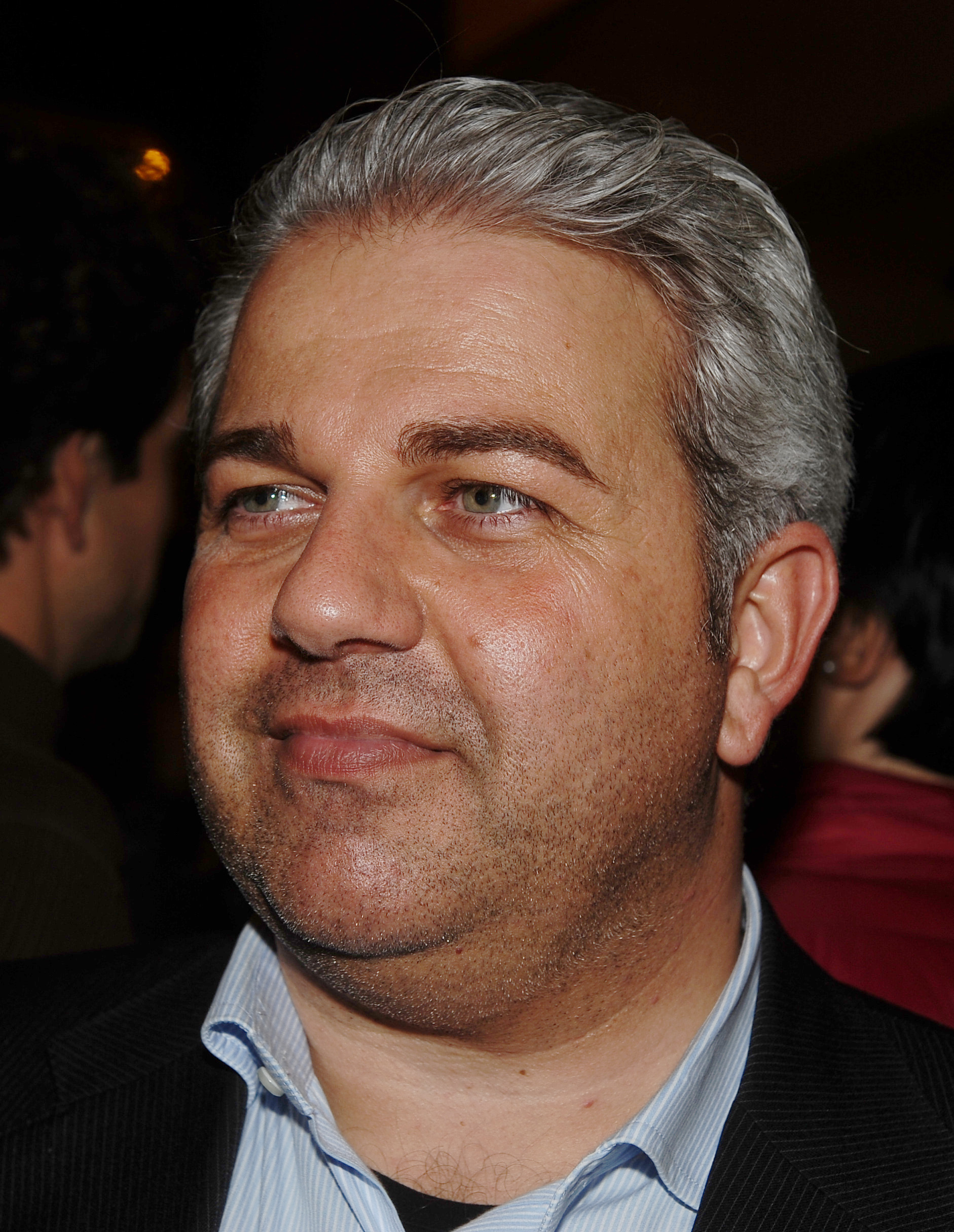
Mauro Ottobre, 2013

Mauro Ottobre (* 9. Juli 1974 in Arco, Trentino) ist ein italienischer Politiker der Regionalpartei Partito Autonomista Trentino Tirolese (PATT), für die er seit 2013 der italienischen Abgeordnetenkammer angehört.

## Leben
Nach seinem Berufsfachschulabschluss an der Enaip in Arco übernahm Ottobre das Familienunternehmen in der Marmorbranche. 2005 wurde er Assessor der Stadt Arco und nahm sich insbesondere der Förderung lokaler Strukturen wie der Einzelhandelsversorgung sowie dem traditionellen Kunsthandwerk an. In diesem Zusammenhang initiierte er auch ein Förderprogramm für die Bewahrung der Habsburger Traditionen in Arco. Daneben gehört er der städtischen Freiwilligen Feuerwehr an und ist Ehrenpräsident des lokalen Motorradclubs. Nach der Landtagswahl 2008 wurde Ottobre als Landesrat Mitglied der Trentiner Landesregierung.
Bei den Parlamentswahlen 2013 trat Ottobre im Mehrmandatswahlkreis Trentino-Südtirol als Viertplatzierter auf der Liste der Südtiroler Volkspartei an. Die Kritik der Freiheitlichen an dem Wahlbündnis der SVP mit dem PATT, die gemeinsame Liste würde aufgrund der italienischen Muttersprachler die Kriterien für eine sprachliche Minderheitenliste nicht erfüllen, wies Ottobre entschieden zurück: „Unsere Allianz wird gegen jene Kräfte kämpfen, die immer noch mit der alten und abgedroschenen Logik des divide et impera operieren.“ Als Teil des erfolgreichen Mitte-Links-Bündnisses Italia. Bene Comune gelang ihm neben drei deutschsprachigen und einem ladinischen Listenkandidaten der Einzug in die italienischen Abgeordnetenkammer, wo er seitdem der Gemischten Fraktion angehört.